# EHF 챔피언스리그

EHF 챔피언스리그(EHF Champions League)는 유럽 핸드볼 연맹이 주관하며 유럽에서 가장 우수한 핸드볼 클럽들이 참가하는 핸드볼 클럽 대항전이다. 1955년에 창설되었으며 1996년부터 매년 대회가 열리고 있다.